# Simon Rummel

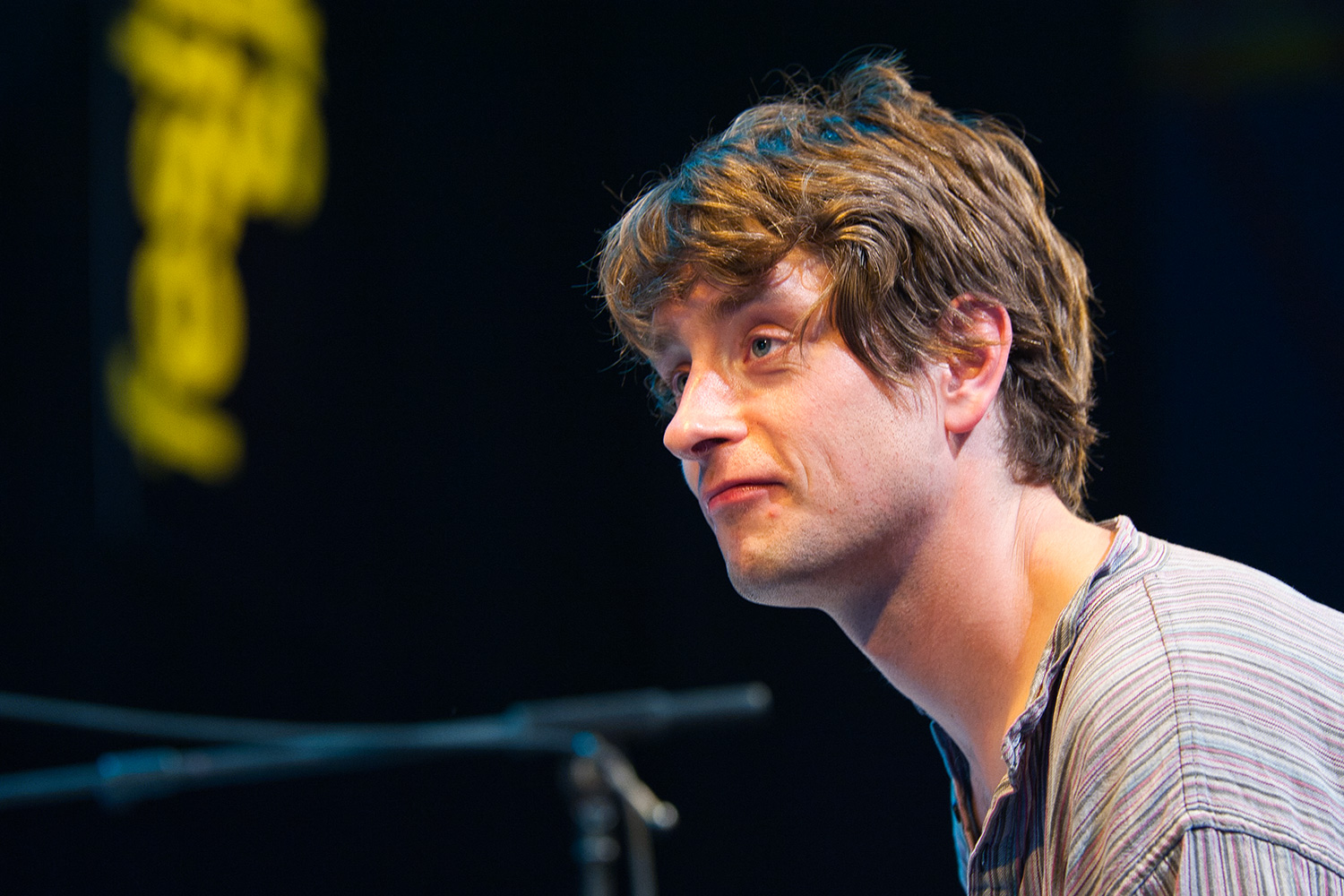
Simon Rummel, Moers Festival 2009

Simon Rummel (* 1978 in Trier) ist ein deutscher Improvisationsmusiker (Klavier, Geige, Orgel), Komponist und Klangkünstler. Er beschäftigt sich mit akustischen Phänomenen, die er in künstlerische Installationen überträgt.

## Leben und Wirken
Rummel bekam mit acht Jahren Klavierunterricht, sang im Knabenchor und hatte Orgelunterricht. Er besuchte das Friedrich-Wilhelm-Gymnasium und spielte zunächst in der Jazzszene von Trier, studierte dann Jazzpiano und Komposition an der Musikhochschule Köln bei John Taylor, Hans Lüdemann, Paulo Álvares, Johannes Fritsch, später noch freie Kunst bei Georg Herold an der Kunstakademie Düsseldorf. Zu seinen vielfältigen Arbeiten zählen (experimentelle) Kompositionen für verschiedene Ensemble, u. a. für das von ihm gegründete Ensemble Fantasmofonika (u. a. mit Ketonge). 2003 erhielt das Ensemble eine Auszeichnung beim Festival jazz-art (WDR). 2005 wurde durch die Bochumer Symphoniker und Eva-Maria Schieffer ein Blockflötenkonzert von Simon Rummel uraufgeführt. Neben verschiedenen musikalische Projekte und Performances, Tanz- und Theaterarbeiten (wie Soloparty mit In-Jung Jun im Tanzhaus NRW) arbeitete Rummel acht Jahre als Kantor und Organist an einer evangelischen Kirche sowie Chorleiter und Band-Coach an der offenen Jazzhausschule Köln. Als Bühnenmusiker spielte er u. a. beim Deutsch-Griechischen Theater oder der Company Blue Elephant, als Regieassistent bei der Jungen Kammeroper Köln sowie als Bühnenbildner für eine „König Arthus“-Produktion an der Tonhalle Düsseldorf; „dies verdeutlicht sein Interesse am Theater, das sich in eigenen experimentellen Musiktheaterstücken niederschlägt, bei denen Klang, Bild und Bewegung komponiert werden.“ Als Performancekünstler trat Simon Rummel u. a. 2006 im Kölner maxim und im Museum Kunstpalast in Düsseldorf in Erscheinung.
2008 war Simon Rummel Stipendiat für experimentelle Komposition des Künstlerdorfes Schöppingen. 2007 arbeitete er als Violinist mit Radu Malfatti (Rain Speak Soft Tree Listens). 2009 war er in Moers Improviser in Residence, spielte dabei u. a. mit Achim Tang, Angelika Niescier und Sanne van Hek. 2010 komponierte er die im Museum Ludwig Köln live aufgeführte Filmmusik zu dem Stummfilm Adieu Mascotte – Das Mädchen von Montparnasse (1929, Regie: Wilhelm Thiele, mit Lilian Harvey). 2012 trat er auf dem Moers festival auf.
Seine Klangperformance Harmonielehre wurde 2011 mit dem QuattroPole-Kunstpreis Robert Schuman für Komposition ausgezeichnet. Rummels „Harmonielehre“ ist „eine Musikmaschine, die ein Tor öffnet in die Welt der unendlich vielen Tonkombinationen jenseits der Einteilung der Oktave in zwölf gleiche Abstände. Sie basiert auf Orgelpfeifen, die über einen Teleskopeinsatz in ihrer Länge und somit in ihrer Tonhöhe veränderbar sind.“ 2012 trat er mit einer Klanginstallation in Helge Schneiders Programm Helge hat Zeit auf. Seine Kompositionen wurden vom Kölner James Choice Orchestra interpretiert; 2012/13 spielte er eigene Werke mit u. a. Musikern aus diesem Ensemble, zu denen Joris Rühl, Georg Wissel, Carl Ludwig Hübsch und Radek Stawarz gehören; es entstanden die Alben Nichts für Alle (2016) und Im Meer (2017). 2023 legte er, ebenfalls bei Umlaut, das Album Singinging vor.
2013 erhielt Rummel im Rahmen der Förderstipendien für junge Kunst im Bereich der Musik das Bernd-Alois-Zimmermann-Stipendium.
2018 war er Stipendiat der Villa Kamogawa, Kyoto.

## Kompositionen (Auswahl)
- Ein Schiff malen, das nicht zurückkehrt (2014). UA 10. Dezember 2014 Köln (Kunst-Station Sankt Peter). Irene Kurka (Sopran), Lothar Berger und David Stützel (Obertongesang), Sabine Akiko Ahrendt (Violine), Annegret Mayer-Lindenberg (Viola)

## Filmografie (Auswahl)
- 2024: Tatort: Murot und das 1000-jährige Reich

## Ausstellungen (Auswahl)
- Moers, Grafschafter Museum, 2009: Antworten auf versteckte Fragen (Einzelausstellung)
- Wiesbadener Kunstsommer, 2012: Fluxus-Ausstellung „Klang“
- Kunstverein Duisburg, 2013: Vera Lossau / Simon Rummel – Objekt/Bildhauerei/Musik